# Rechtenstein

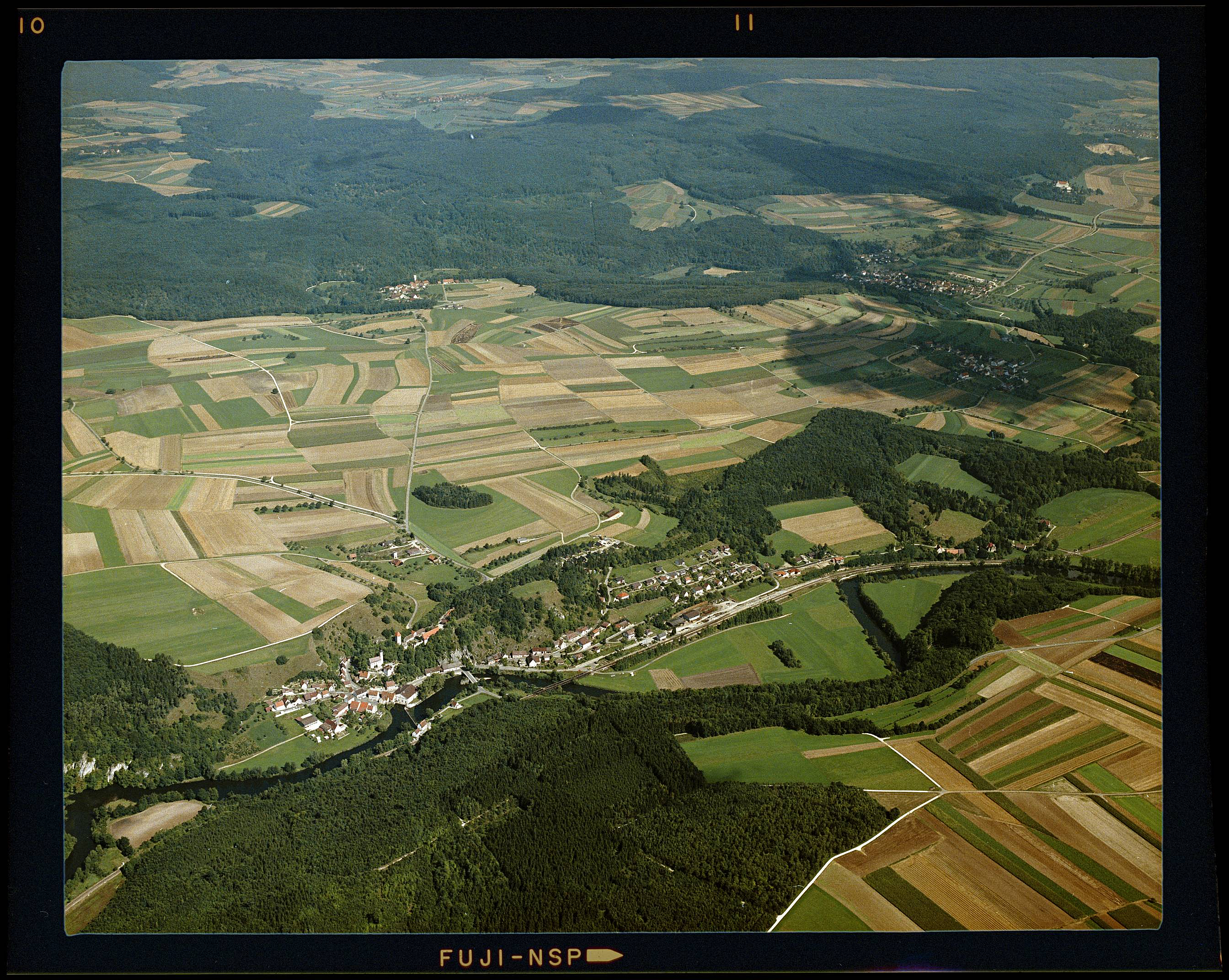
Luftbild von Rechtenstein (1985)

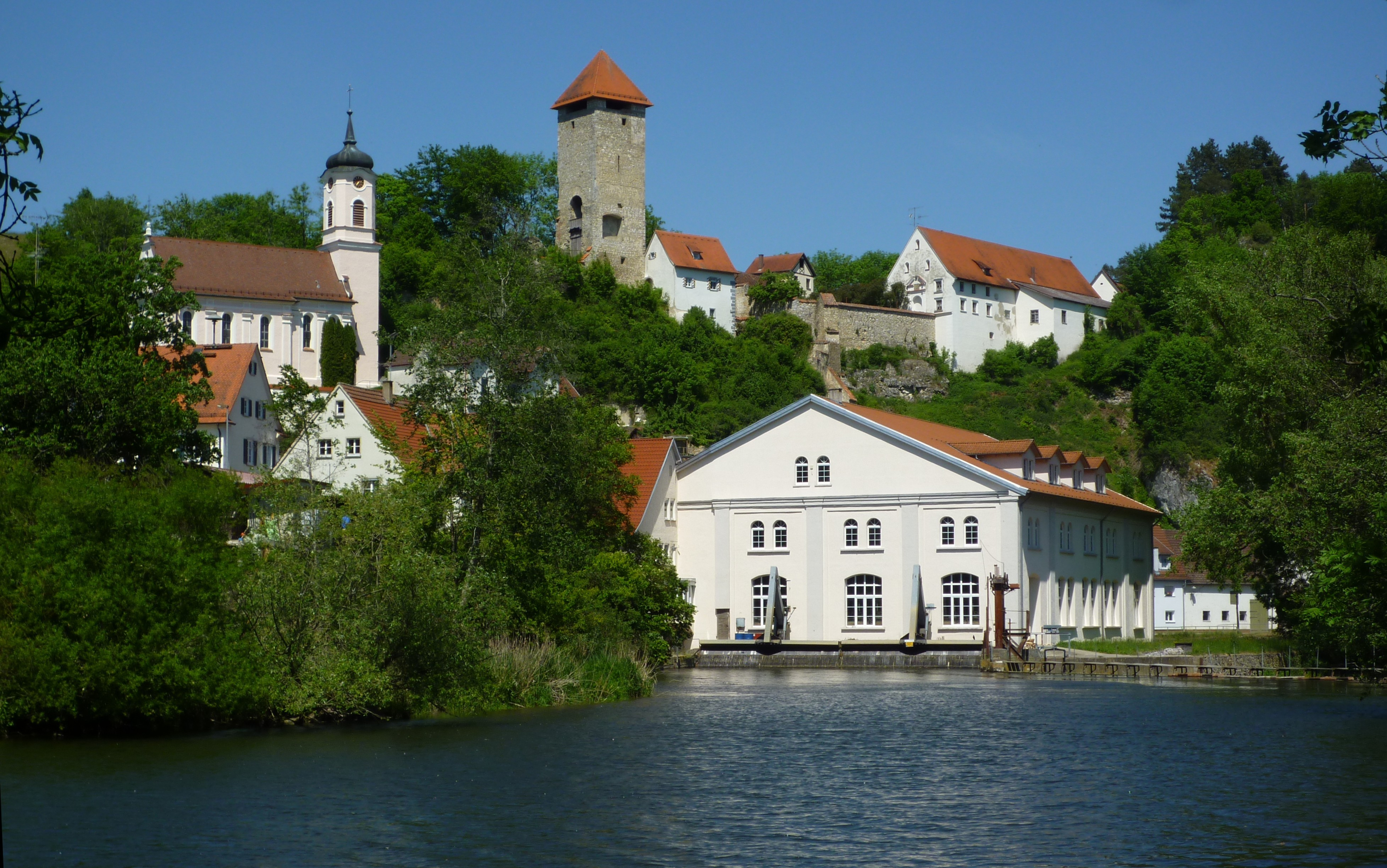
Ortsansicht mit Kirche, Burg und Wasserkraftwerk

Rechtenstein ist eine Gemeinde im Alb-Donau-Kreis in Baden-Württemberg.
Die Gemeinde gehört der Verwaltungsgemeinschaft Munderkingen an.

## Geographie
Rechtenstein liegt an der Donau zwischen Riedlingen und Munderkingen. Der Ort ist Teil der Schwäbischen Alb, deren Geologie anhand diverser Felsformationen im Ortsbild allgegenwärtig ist. Die Braunsel fließt hier in die Donau.

### Nachbargemeinden
Die Gemeinde grenzt im Osten an Lauterach, im Süden an Obermarchtal und im Osten und Norden an Emeringen.

### Schutzgebiete
Rechtenstein hat Anteile an den Naturschutzgebieten Flusslandschaft Donauwiesen zwischen Zwiefaltendorf und Munderkingen und Braunsel. Weitere Landschaftsteile auf dem Gemeindegebiet wurden als Landschaftsschutzgebiet Rechtenstein ausgewiesen. Die Gemeinde hat zudem einen geringfügigen Anteil am FFH-Gebiet Donau zwischen Munderkingen und Riedlingen und dem Vogelschutzgebiet Täler der Mittleren Flächenalb.

## Geschichte

### Dorf der Herren vom Stain
Die Burg Rechtenstein wurde als Sitz der Familie vom Stain erstmals 1331 urkundlich erwähnt, als Berthold vom Stain die Burg bewohnte und sich zur Abgrenzung von anderen Stainschen Linien den Beinamen vom Rechtenstein zulegte. Die Familie vom Stain selbst wurde gesichert erstmals 922 erwähnt (bei früheren Nennungen ist unsicher, ob wirklich diese Familie gemeint ist). Am 12. August 1410 verkaufte Wolf vom Stain einen Teil des Ortes, der sich inzwischen um die Burg gebildet hatte, an Württemberg. Bernhard vom Stain erwarb 1557 sämtliche Anteile an Burg und Dorf zurück, sodass der gesamte Ort wieder im Familienbesitz war. Als die Rechtensteiner Linie der Familie vom Stain 1739 ausstarb, wurde der Ort unter mehreren Erben aufgeteilt.

### Seit der Zugehörigkeit zu Württemberg
Durch Mediatisierung fiel der Ort 1806 an das Königreich Württemberg. Seit 1812 gehörte Rechtenstein für ein paar Jahre zur Gemeinde Obermarchtal im Oberamt Zwiefalten. Die Burg mit Ausnahme des Burgturms wurde 1817 abgerissen.
Noch vor 1823 entstand die selbständige Gemeinde Rechtenstein, die für mehr als ein Jahrhundert zum Oberamt Ehingen gehörte. Die Donaubahn wurde 1870 zwischen Ehingen und Riedlingen fertiggestellt, womit die Gemeinde ans Streckennetz der Württembergischen Staatseisenbahnen angeschlossen war.
Vom alten Oberamt Ehingen gelangte Rechtenstein bei der Kreisreform während der NS-Zeit in Württemberg 1938 zum neuumrissenen Landkreis Ehingen. Im Jahre 1945 wurde Rechtenstein Teil der Französischen Besatzungszone und kam somit zum Nachkriegsland Württemberg-Hohenzollern, welches 1952 im Bundesland Baden-Württemberg aufging. Seit der Kreisreform von 1973 ist Rechtenstein Teil des Alb-Donau-Kreises.

### Religionen
Rechtenstein blieb auch nach der Reformation römisch-katholisch. Die barocke Pfarrkirche St. Georg wurde 1744 geweiht. Die Katholiken von Rechtenstein gehören heute zur Pfarrei St. Peter und Paul in Obermarchtal, die Teil der Seelsorgeeinheit Marchtal im Dekanat Ehingen-Ulm der Diözese Rottenburg-Stuttgart ist. Die evangelischen Einwohner werden von der Kirchengemeinde Munderkingen betreut, die zum Kirchenbezirk Blaubeuren der Württembergischen Landeskirche gehört.

### Bevölkerungsentwicklung
Es handelt sich um Einwohnerzahlen nach dem jeweiligen Gebietsstand bis 1970. Die Zahlen sind Volkszählungsergebnisse oder amtliche Fortschreibungen mit Archivierungen des LEO-BW Online-Informationssystems für Baden-Württemberg.
| Jahr      | 1852 | 1871 | 1880 | 1890 | 1900 | 1910 | 1925 | 1933 | 1939 | 1950 | 1956 | 1961 | 1970 |
| Einwohner | 194  | 219  | 230  | 207  | 186  | 231  | 267  | 250  | 220  | 277  | 248  | 255  | 243  |

## Politik

### Bürgermeister
Im April 2015 wurde Romy Wurm (ehrenamtlich) mit 95,5 % der Stimmen für eine dritte Amtszeit wiedergewählt.
Am 30. Juni 2023 wurde Florian Stöhr offiziell als neuer Bürgermeister eingesetzt und Romy Wurm offiziell verabschiedet.

### Wappen
| Wappen der Gemeinde Rechtenstein | Blasonierung: „In Silber ein durchgehendes rotes Kreuz, belegt mit einem goldenen Herzschild, darin drei gestürzte schwarze Wolfsangeln übereinander.“ |
| Wappen der Gemeinde Rechtenstein | Wappenbegründung: In den dreißiger Jahren des 20. Jahrhunderts nahm die Gemeinde ein Wappen in ihre Dienstsiegel auf, das den einem Deutschordenskreuz aufgelegten gevierten Schild der Freiherren bzw. Grafen von Stain zum Rechtenstein enthielt. Als Vorlage für diese Darstellung hatte offenbar das Wappen eines dem Deutschen Orden angehörenden Mitglieds des Ortsadelsgeschlechts gedient. Mit Beratung durch die Archivdirektion Stuttgart wurde daraus das jetzige Gemeindewappen entwickelt. Es verbindet das rote Georgskreuz als Hinweis auf den Ortskirchenpatron mit dem Stammwappen des Ortsadels. Das Wappen wurde am 3. August 1957 durch das Innenministerium genehmigt. |

## Kultur und Sehenswürdigkeiten
- Die Filialkirche St. Georg ließ Heinrich Ferdinand vom Stein unterhalb der Burg errichten; sie wurde 1744 fertiggestellt.
- Von der Burg Rechtenstein ist lediglich der Turm erhalten; er ist als Ausflugsziel zu besuchen.
- Wasserkraftwerk an der Donau mit Turbinen- und Fabrikgebäude aus dem Jahr 1905.
- Die Geisterhöhle ist ein Naturdenkmal.

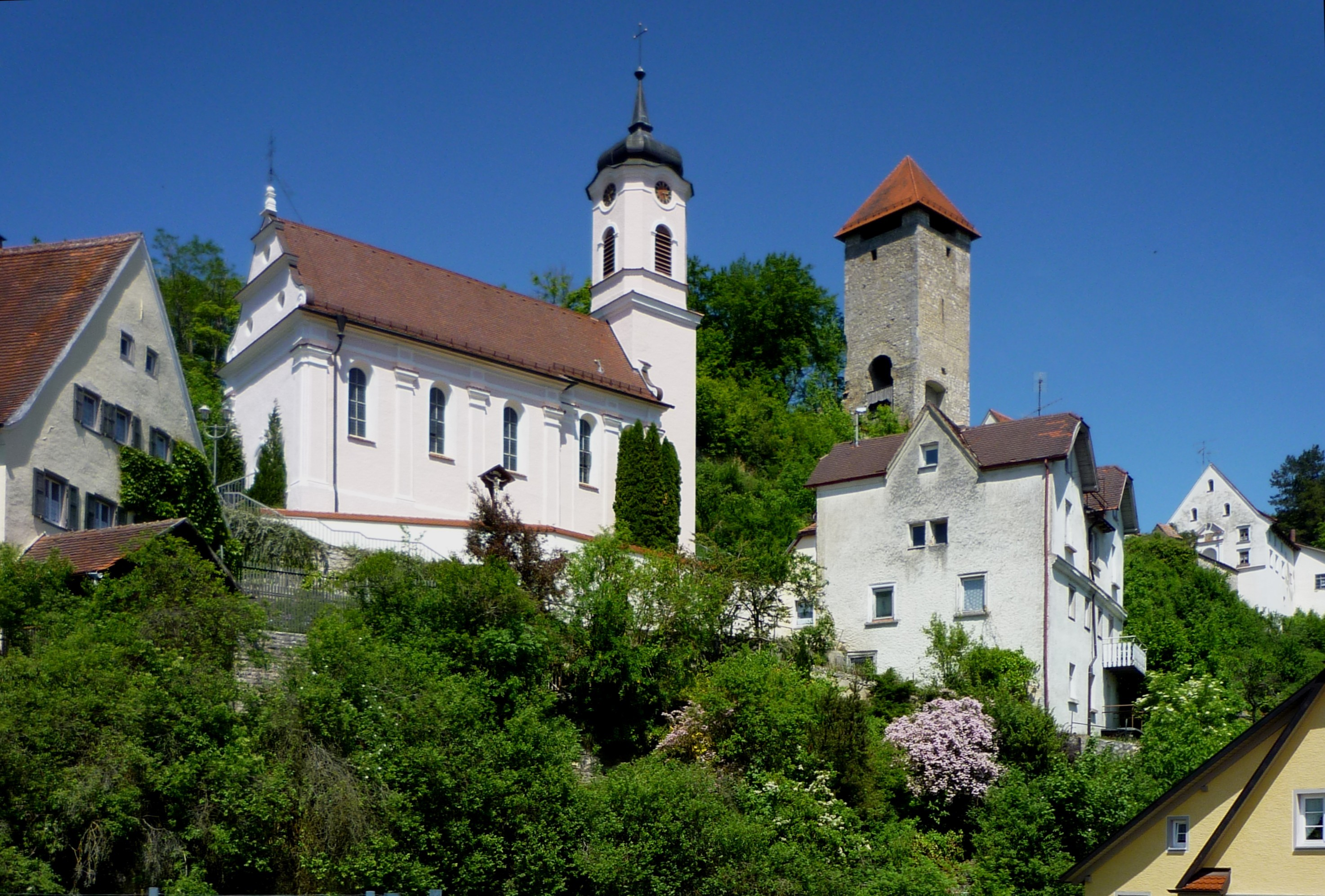
Filialkirche St. Georg
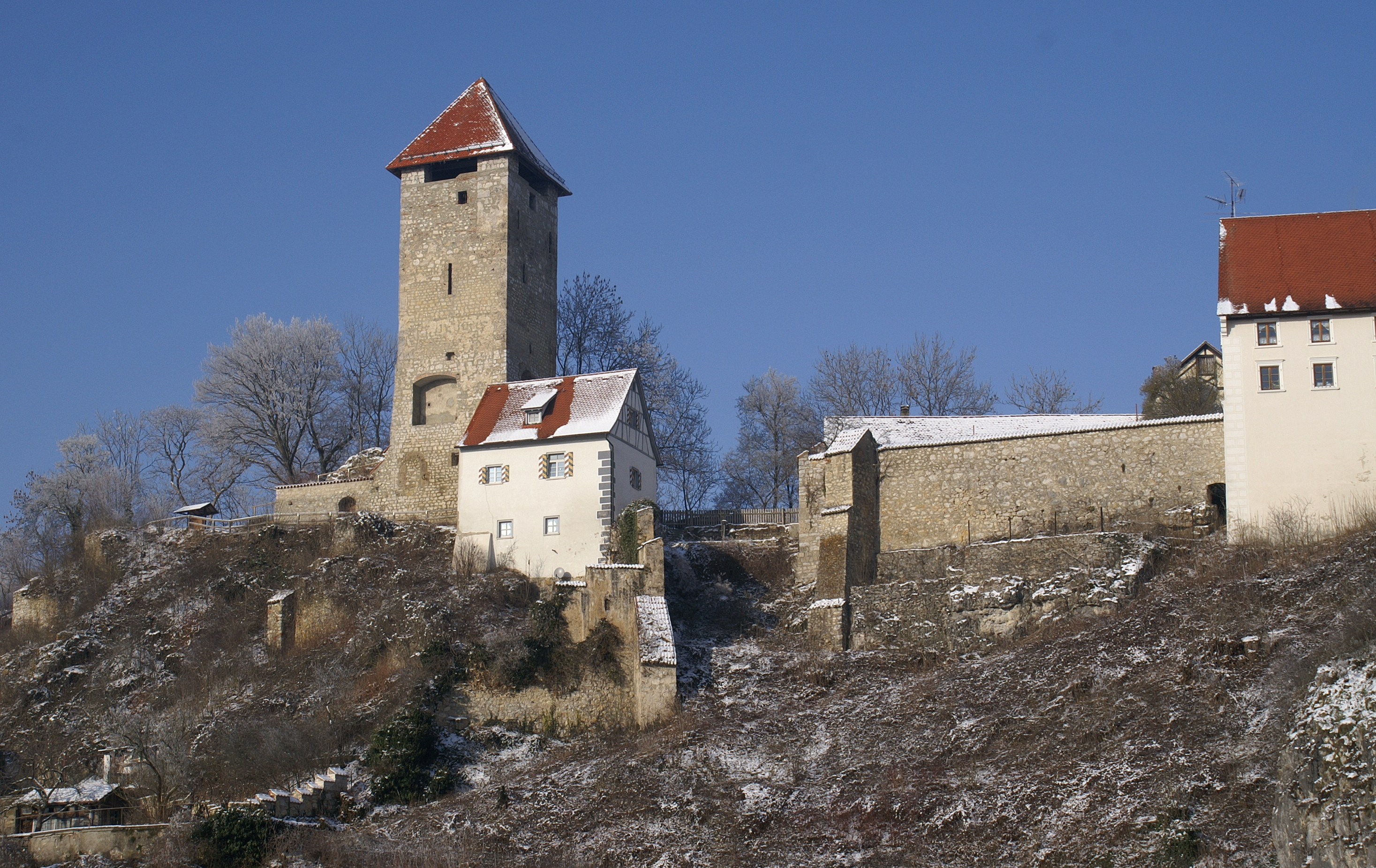
Burg Rechtenstein
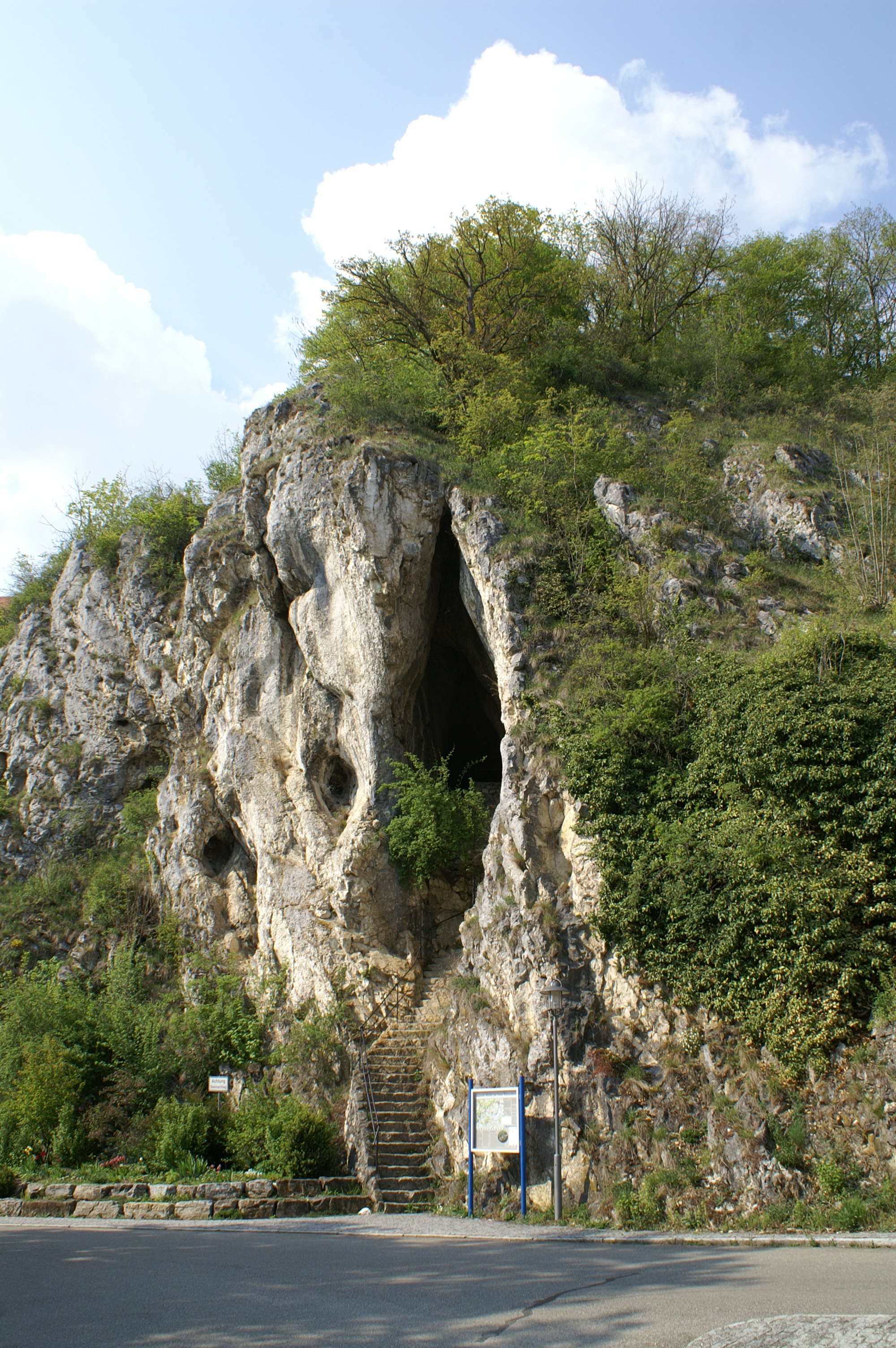
Naturdenkmal Geisterhöhle
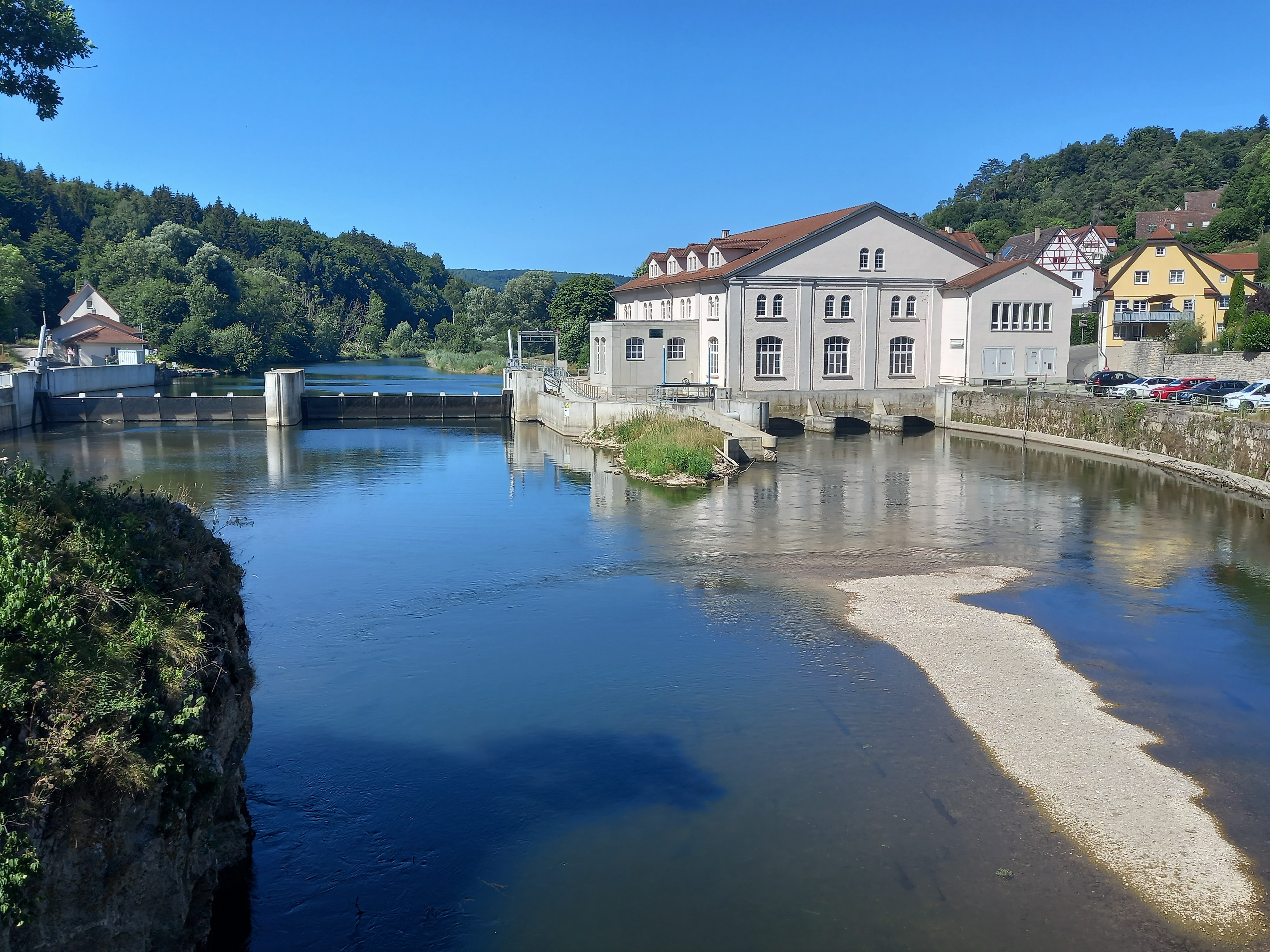
Fabrikgebäude Wasserkraftwerk
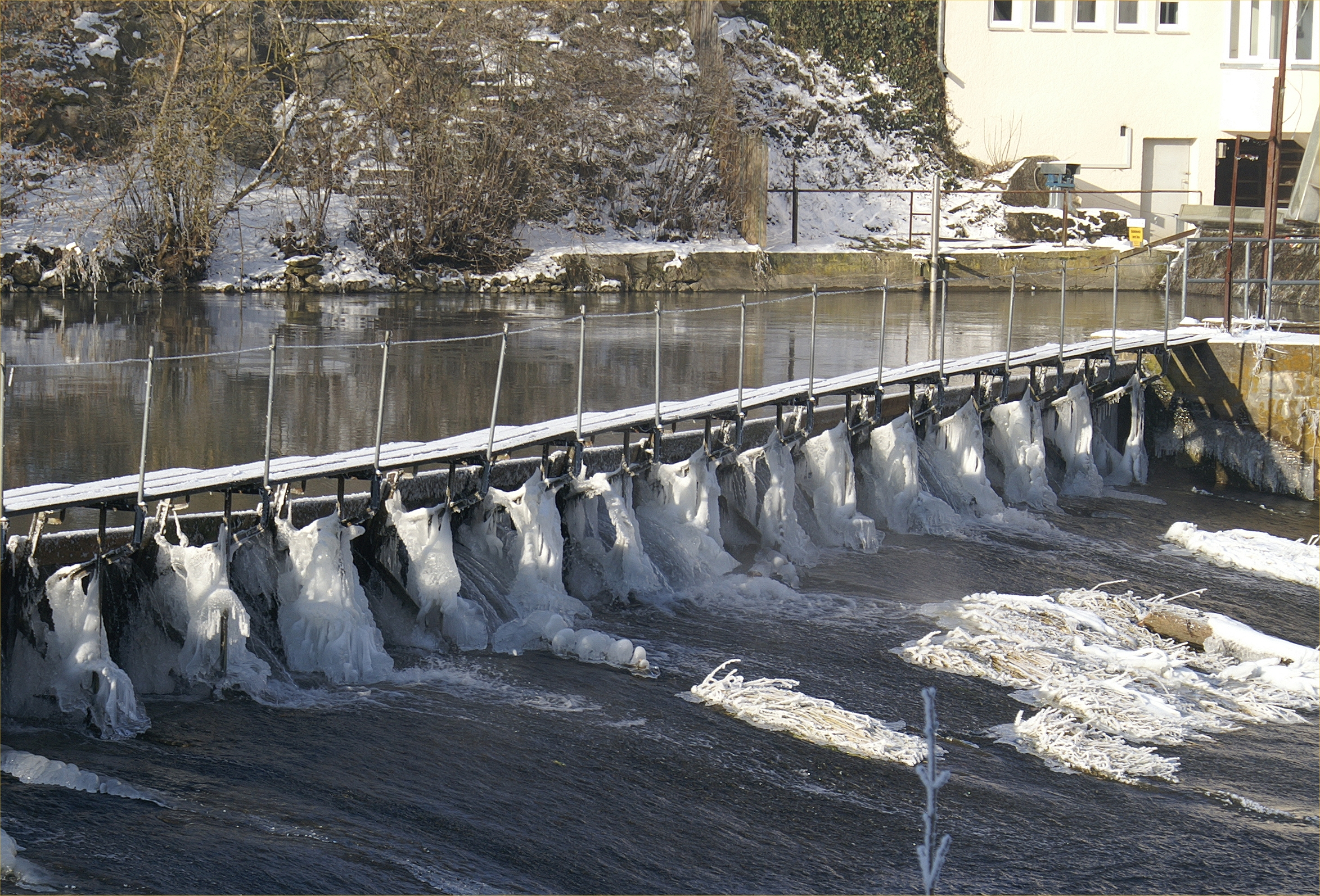
Wasserkraftwerk an der Donau
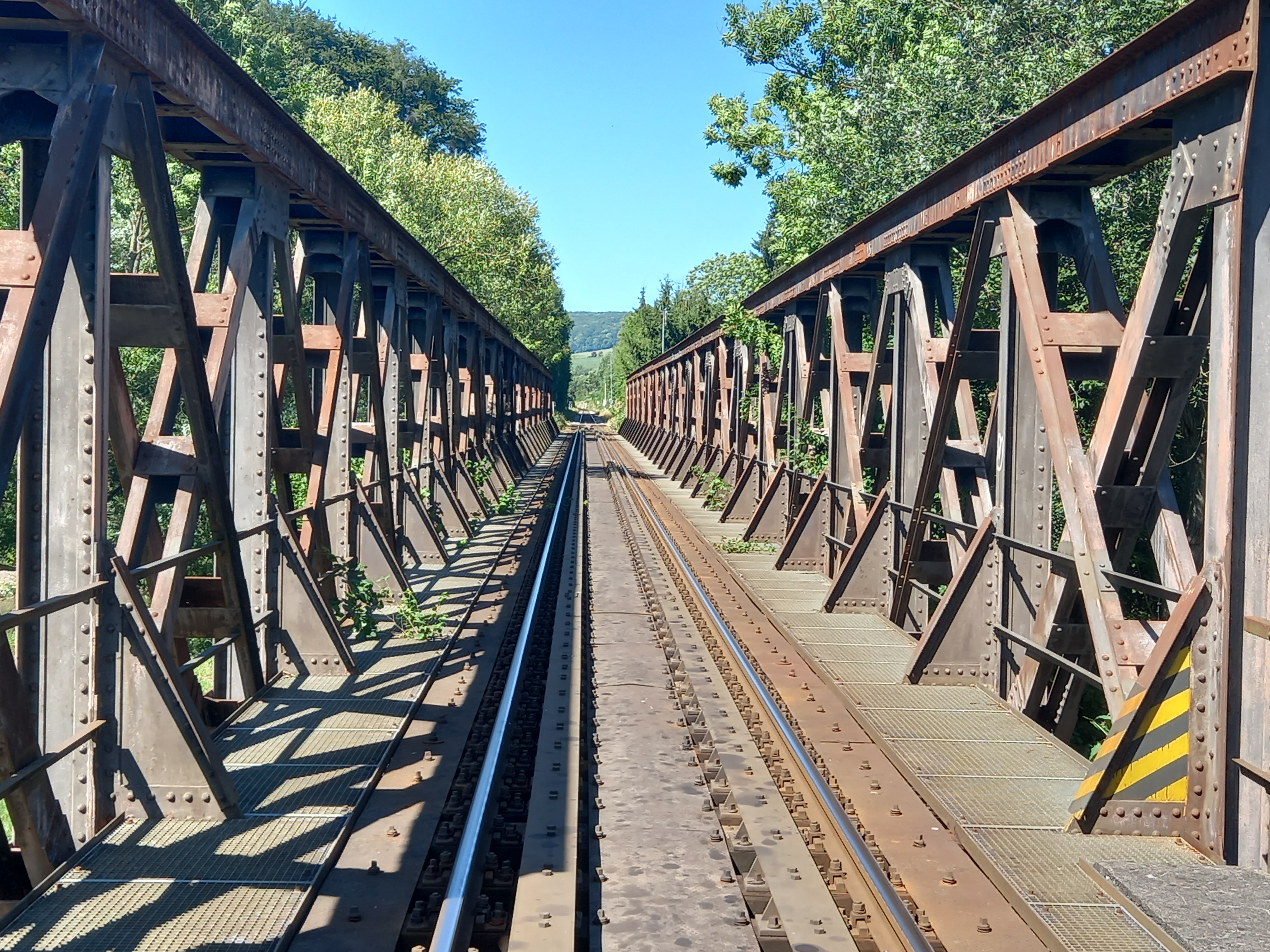
Eisenbahnbrücke
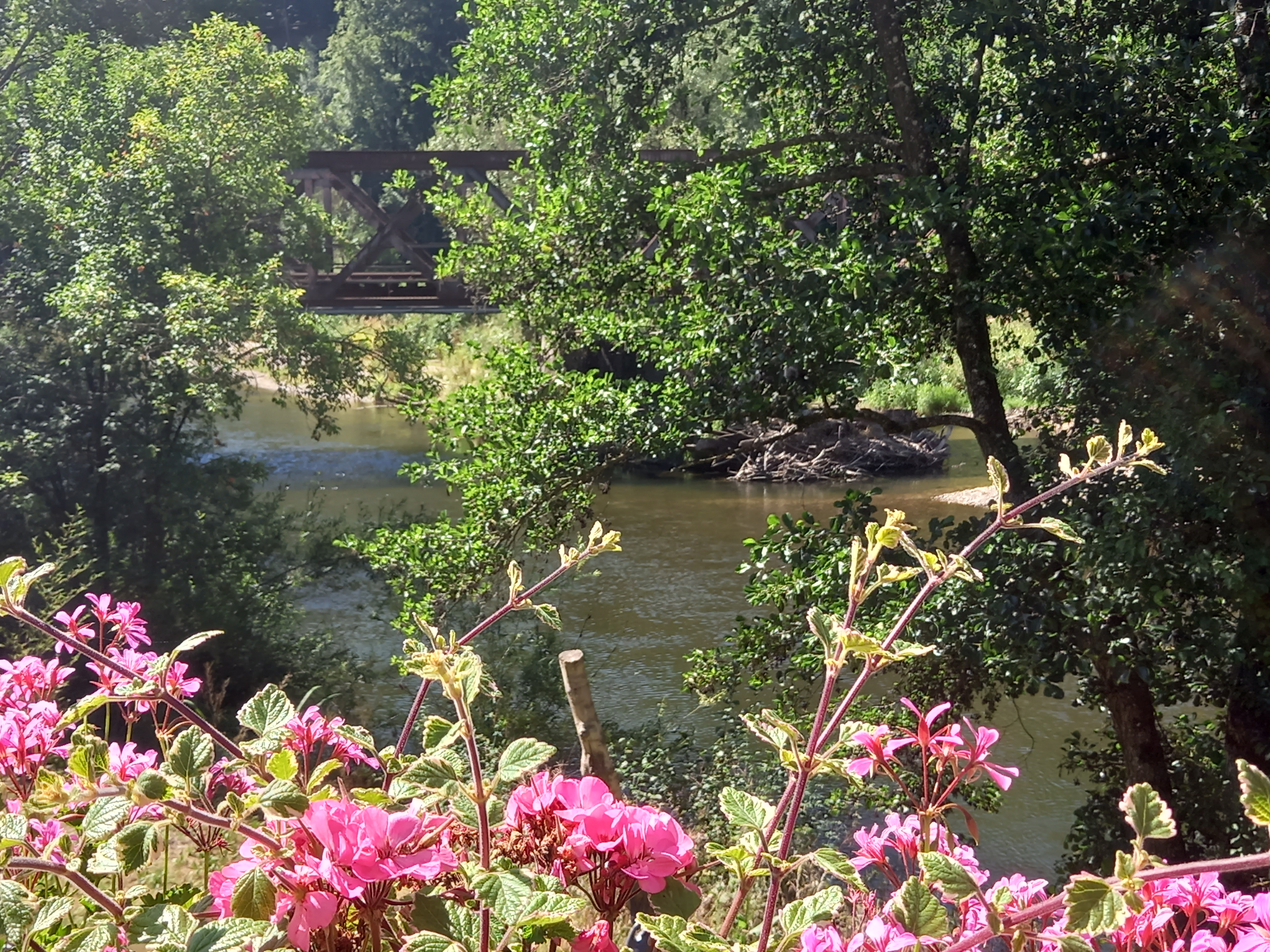
Die Bahnstrecke Ulm-Sigmaringen überquert bei Rechtenstein die Donau

## Verkehr und Tourismus
Rechtenstein liegt an der Bahnstrecke Ulm–Sigmaringen. Von Anfang der 1980er Jahre bis zum Jahr 2009 gab es am Bahnhof Rechtenstein keine Zughalte mehr. Ab dem Jahr 2009 fanden zunächst mit vier Halten pro Tag im Sommerhalbjahr wieder Zughalte statt. Mit der Zeit wurden die Zahl der Halte erhöht und auf das ganze Jahr ausgedehnt. Derzeit (Dez. 2024) halten ganzjährig je 15 Züge täglich.
Es verkehren Busse nach Munderkingen und Riedlingen, deren Linien innerhalb des Tarifgebiets des Donau-Iller-Nahverkehrsverbunds verlaufen.
Innerhalb der Ortschaft verkehrte früher die Feldbahn Rechtenstein zwischen dem Bahnhof und dem Wasserkraftwerk. Sie wird heute noch gelegentlich durch eine Privatperson betrieben.
Rechtenstein liegt am Radfernweg Donauradweg, der von Donaueschingen über Passau, Wien und Budapest bis zur Mündung in das Schwarze Meer führt. Er wird ab Tuttlingen auch als EuroVelo-Route EV6 und zwischen Tuttlingen und Passau als D-Route 6 geführt.